# فرودگاه شیزوکا
فرودگاه شیزوکا (به انگلیسی: Shizuoka Airport) یک فرودگاه همگانی با کد یاتا FSZ است که یک باند فرود آسفالت بتن دارد و طول باند آن ۲۵۰۰ متر است. این فرودگاه در شهر ماکینوهارا، شیزوئوکا کشور ژاپن قرار دارد .

## شرکت‌های هواپیمایی و مقصدهای پروازی
| شرکت‌های هواپیمایی                     | مقصدهای پروازی                                          |
| ------------------------------------- | ------------------------------------------------------- |
| Air Seoul                             | اینچئون                                                 |
| آل نیپون ایرویز                       | ناها، نیو چیتوز                                         |
| آل نیپون ایرویز Operated by ANA Wings | ناها                                                    |
| بیجینگ کپیتال ایرلاینز                | هانگجو ژیاشان                                           |
| چاینا ایرلاینز                        | تائویوان تایوان                                         |
| هواپیمایی شرقی چین                    | هانگجو ژیاشان، نینگبو لیشه، شانگهای پودنگ، ووهان تیانهه |
| Fuji Dream Airlines                   | فوکوئوکا، کاگوشیما، اوکاداما                            |